# Арламів
Арламів (пол. Arłamów) — колишнє село, а тепер — лісове селище Бещадського повіту Підкарпатського воєводства Республіки Польща, на прадавніх українських землях.

## Історія
За переказами історія села сягає часів Галицького князівства.
Першу згадку маємо в документі від 1485 року про спустошене село. Наприкінці XV ст. належало до маєтностей Гербуртів на волоському праві у складі Добромильського ключа. До 1772 року село входило Перемишльської землі Руського воєводства Королівства Польського.
У 1772 році після першого розподілу Польщі село відійшло до імперії Габсбургів, входило до провінції Королівство Галичини та Володимирії. 
Після розпаду Австро-Угорщини і утворення 1 листопада 1918 р. Західноукраїнської Народної Республіки це переважно населене українцями село Надсяння було окуповане Польщею. В 1921 р. вже було 144 житлові будинки і 897 жителів (873 греко-католики, 9 римо-католиків і 15 юдеїв). На 1.01.1939 в селі було 1100 жителів, з них 1075 українців, 10 поляків, 15 євреїв. Село входило до ґміни Добромиль Добромильського повіту Львівського воєводства.
Після початку Другої світової війни 13 вересня 1939 року війська Третього Рейху увійшли в село, та після вторгнення СРСР до Польщі 27 вересня увійшли радянські війська і Арламів, що знаходиться на правому, східному березі Сяну, разом з іншими навколишніми селами відійшла до СРСР та ввійшла до складу утвореної 27 листопада 1939 року Дрогобицької області УРСР (обласний центр — місто Дрогобич).
З початком німецько-радянської війни 27 червня 1941 року село було зайняте військами вермахту. 28 липня 1944 року німці покинули цю територію. Від 13 серпня 1944 почалася примусова мобілізація українців до Червоної Армії.
В березні 1945 року Арламів, як і весь Бірчанський район з районним центром Бірча, Ліськівський район з районним центром Лісько та західна частина Перемишльського району включно з містом Перемишль зі складу Дрогобицької області передано Польщі. Надалі проведено етноцид українців. Після виселення українців у СРСР та операції Вісла решти 216 жителів на понімецькі землі в селі не залишилося жодного жителя. В кінці 1960-х територія села разом з територіями інших навколишніх виселених сіл включена до відпочинкового комплексу Ради Міністрів.

### Церква
У податковому реєстрі 1628 р. згадується піп, отже, вже тоді була церква. Парафія була в селі до 1828 року. В 1828-1840 рр. село належало до парафії Квасинина. Можливо причиною була старість церкви, але в 1830 р. збудовано нову. Цю церкву розібрано в 1896 р. і на її місці зведена нова, а після неї в 1914 р. — наступна, після виселення українців зруйнована. Була філіяльною церквою парафії Квасинина Добромильського деканату Перемишльської єпархії УГКЦ. В селі також був греко-католицький цвинтар, рештки якого знаходяться неподалік від місця колишньої церкви. 